# Тур (герой)
Тур — персонаж персидского эпоса «Шахнаме». Второй сын легендарного иранского царя Ферейдуна и брат Салма и Ираджа.

## Имя
Его имя, означающее «храбрый», было дано ему отцом, когда молодой принц храбро сражался с драконом, напавшим на него и его братьев.

## История
Когда Ферейдун делил свою империю между своими сыновьями, он отдал Туран и Китай своему второму сыну Туру. Некоторые из наиболее важных персонажей Шахнаме, такие как Афрасиаб, являются его потомками. Он был убит Манучехром.